# Elisabeth i Bayern (1876-1965)
 Der er flere personer med dette navn, se Elisabeth af Bayern.
Elisabeth af Bayern (25. juli 1876 i Possenhofen ved Starnberger See - 23. november 1965 i Bruxelles) var dronning af Belgien som ægtefælle til kong Albert 1. af Belgien.
Hun blev født som hertuginde i Bayern og var datter af Karl Theodor, hertug i Bayern og prinsesse Maria Josepha af Portugal. Hun var niece til sin navnesøster, Kejserinde Elisabeth af Østrig-Ungarn. 

## Ægteskab og børn
Den 2. oktober 1900 giftede hun sig med Albert 1. af Belgien. Hun blev først prinsesse af Belgien og derefter dronning for belgierne (1909- og helt indtil sin død i 1965). De fik tre børn:
1. Leopold (3. november 1901 – 25. september 1983). Efterfulgte sin far som konge fra 1934.
2. Karl, (10. oktober 1903 – 1. juni 1983). Regent af kongeriget fra 1944 til 1951. Han giftede sig den 14. september 1977 med Jacqueline Peyrebrune.
3. Marie José, som senere blev dronning af Italien (1946).

Dronning Elisabeth døde 89 år gammel i 1965.